# Polen i olympiska vinterspelen 1924
Polen deltog i olympiska vinterspelen 1924. Polens trupp bestod av sju idrottare, alla var män. Den äldsta idrottaren i Polens trupp var Franciszek Bujak (27 år, 68 dagar) och den yngsta var Andrzej Krzeptowski (20 år, 189 dagar).

## Resultat

### Längdskidåkning
- 18 km herrar
  - Franciszek Bujak - 27
  - Andrzej Krzeptowski - 28
- 50 km herrar
  - Szczepan Witkowski - 21

### Militärpatrull
- Lag herrar
  - Stanisław Chrobak, Stanisław Kądziołka, Szczepan Witkowski och Zbigniew Woycicki - ?

### Nordisk kombination
- Individuell herrar
  - Andrzej Krzeptowski - 19
  - Franciszek Bujak - ?

### Backhoppning
- Normal backe herrar
  - Andrzej Krzeptowski - 21

### Skridsko
- 500 m herrar
  - Leon Jucewicz - 17
- 1 500 m herrar
  - Leon Jucewicz - 15
- 5 000 m herrar
  - Leon Jucewicz - 16
- 10 000 m herrar
  - Leon Jucewicz - 14
- Allround herrar
  - Leon Jucewicz - 8